# シャープ (空気銃メーカー)
シャープ（Sharp）とは、かつて日本に存在した空気銃のメーカー及び、そのブランド名である。

## 概要

### シャープ・ライフル（1952年-2001年）
空気銃ブランドとしてのシャープは、昭和初期（1920年代）から昭和30年代（1950年代）にかけ、ライフル射撃選手及び空気銃工として活動し、後に茨城県ライフル射撃協会監督や、全国銃砲火薬商工連合会の理事長、日本ライフル射撃協会常任理事なども務めた千葉謙介（ちば　けんすけ）により創始された。
企業としてのシャープは、1952年（昭和27年）に東京都四谷にて東京ライフル研究所として設立され、1955年（昭和30年）に株式会社東京ライフル、1960年（昭和35年）に株式会社シャープ・ライフルに名称が変遷し、その後1999年（平成11年）までの間に20種類以上のエアライフルやエアピストルを開発、製造した。
1950年代のシャープ創業当時、日本の民間銃器産業は1937年（昭和13年）の日中戦争勃発に伴う民間向け狩猟銃の製造制限や、1945年（昭和20年）の日本の敗戦と旧日本軍の解体による軍需産業の崩壊、その後の連合国軍占領下の日本の軍政下の影響を受け、大きく疲弊していた。国民体育大会では、1951年（昭和26年）の第6回広島国体よりライフル射撃が正式競技に加えられたが、当時はスモールボア競技に適した小銃が国内銃器メーカーでは製造されておらず、輸入品も高額な上に当局の厳しい輸入統制により入手できる数が極めて限られていたため、国内メーカーも手掛ける事が出来たエアライフルが小口径小銃の代用としてやむなく用いられている状況であった。
その様な背景の中、シャープは国体スモールボア競技に特化したエアライフル、シャープ チャンピオン及びシャープ タイガーを開発、創業以来国体射撃競技の上位を独占する活躍を見せ、兵林館（へいりんかん）が手掛ける競技用エアライフルと共に、国体におけるスモールボアライフル射手の人気を二分する存在となった。また、1956年（昭和31年）には、狩猟向けのシャープ ビクトリーが陸上自衛隊の射撃練習器材としても採用された。
しかし、1960年代に入り、国際射撃連合（UIT、後の国際射撃連盟）によりエアライフル競技の規則が正式に定められると、国体射撃競技に特化した存在であったシャープやその他の国内メーカーの射撃競技用空気銃は、西ドイツのファインベルクバウなどの輸入銃に圧され、国際化が進む射撃競技の場から駆逐されてしまう。シャープは、1969年（昭和44年）にマルチポンプ型プリチャージ（圧縮空気）式で、クロスマン M140のブローオフバルブシステムを参考に独自開発した無撃鉄・無振動引金機構を採用したシャープ パンターゲットを発売して巻き返しを図るが、エアライフル競技での退潮傾向の挽回は成らず、その後は狩猟用空気銃に製造の主力を移していく事になる。1962年（昭和37年）には米国向け輸出も開始された。
1970年代、シャープ創業者の千葉は二酸化炭素圧縮ガスをパワーソースに用いるCO2ガス式空気銃の開発に力を注ぎ、数多くの米国特許を取得している。1969年（昭和44年）には、CO2ガス式空気銃向けのボルトアクション5連発箱弾倉システム、1976年（昭和51年）にはポンプアクション方式の空気・ガス式空気銃システムの特許を相次いで取得。前者は1967年（昭和42年）にシャープ CO2-5、後者は1975年（昭和50年）にシャープ GR-75としてそれぞれ商品化されたが、製造コストの高さが仇となり、いずれも短期間で製造を終了した。その後は単発式のシャープ UDシリーズを販売するのみに留まった。しかし、千葉が考案した反復式空気銃システムは、欧米においては今日でも高い評価が与えられており、特にGR-75はクロスマン M622やガモ G1200といった類似のCO2ガス式空気銃と比較しても、造りの精緻さでは比肩するものが無いと評価されている。シャープはGR-75の開発に当たり、二重装填を防止する為の機構の装備に注力し、シャープ自身が製造販売したCO2ガスボンベは「セーフティ」のサブネームを表記する事で安全性をアピールしていた。
1980年代に入ると、シャープはパンターゲットをフルモデルチェンジし、新たにシャープ エースシリーズを投入した。ボルトがばね仕掛けであったパンターゲットやビクトリーと異なり、エースはばね機構を廃した手動式のボルトが採用されており、薬室を閉鎖しボルトハンドルを90度真下に向けると閉鎖が完了するという、閉鎖状態が射手自身にも他人にも視認しやすい仕様に変更された。狩猟用はシャープ エースハンター、射撃競技用はシャープ エースターゲットの名称で販売され、米国では古典的な撃鉄を用いた弁機構ではあるが高い命中精度を持つと評価されたシェリダン ブルーストリークに劣らない高性能を有すると評価されていた。シャープは1980年代後半には麻酔銃、エアピストル、小口径小銃へとラインナップを拡大し、輸出先もアメリカ、イギリス、オーストラリア、ニュージーランド、ギリシャへと広がり、年間生産挺数は15,000挺に達していた。しかし、経営面では、新SKB工業やミロク、晃電社、豊和工業などの国産銃器メーカーと共通する、生産挺数の97パーセントは輸出に回されるという極度の外需依存体質という欠点を抱えていた。
シャープは、旧モデルのビクトリーを元に樹脂製部品を多用して軽量化を施した短銃身モデルもシャープ イノバの名称で販売していたが、オセアニアでは「ポッサム、ウサギ、鴨を狩るのに十分な威力を持ち、非常に正確な命中率を持つ」との評価を受けていた。スウェーデンでは1981年（昭和56年）から1989年（平成元年）に掛けて輸出が行われ、ペレット弾にオーソドックスな.177口径（4.5mm）、.20口径（5.0mm.22口径（5.5mm）、.25口径（6.35mm）の他、日本国内ではラインナップされていなかった.30口径（7.62mm）も選択可能という点が珍重され、「シャープに代わる空気銃は存在しない」と評されていた。
変わったところでは、1989年（平成元年）にパーティクル・ガン法の研究に機材開発の面で参画した記録が残されている。

### シャープ・チバ（2001年-2015年）
2001年（平成13年）に創業者であり技師でもあった千葉謙介が死去すると、シャープは経営と開発の屋台骨を一挙に失い、次第に衰退へと向かっていく。同年、シャープ・ライフルは茨城県から山梨県韮崎市へ製造部門を移転し、社名を千葉に因んだ有限会社シャープ・チバに改めて従来モデルの製造の継続を図る道を選択した。2000年代初頭には、1970年代以来豊和M55Gを販売していた豊和工業の他、2003年（平成15年）に新規参入したカスタム・テクニクス（CTC）の三社体制となっていたが、スウェーデンや韓国等の安価で強力なプリチャージ式空気銃（PCP）に圧され、豊和共々シャープの国内市場占有率もこの時期に一挙に低下していった。モデルラインナップも、旧シャープ時代のライフル射撃競技銃やCO2ガス式空気銃などは軒並み製造中止となり、狩猟用のエースハンターとイノバのみにまで縮小されてしまう。雑誌への広告掲載や海外輸出、シャープブランドの専用ペレット弾の製造などからも殆ど手を引き、旧シャープ時代からは大幅に規模を縮小した経営状態となっていた。
それでもシャープ・チバ製空気銃は日本の狩猟家の根強い支持に支えられ、2010年代初頭には岡本健太郎の漫画作品『山賊ダイアリー リアル猟師奮闘記』にて主人公の愛銃としてエースハンターが紹介されるなど、若年のハンター入門者にもその名が知られる存在となっていたが、2014年（平成26年）に事業停止となり、翌2015年（平成27年）に正式に廃業した。同時点で既に豊和工業はCO2ガス式空気銃の製造から撤退していたため、日本国内にはカスタム・テクニクス以外に狩猟・射撃用空気銃を製造するメーカーは存在しなくなった。なお、経営危機が実際の破綻の数年前より噂されていた新SKB工業と異なり、シャープ・チバの廃業は関連取引先でも「現在営業しておらず、新銃製造もやめたようだ。」という伝聞でしか初動の情報伝達が行われないという、ひっそりとした終焉劇であったという。
2017年現在、シャープ・ブランドの空気銃のアフターサポート体制は、空気銃のメンテナンスを得意とする複数の国内銃砲店に、純正補修部品や元従業員が引き継がれる形で継続されている。

## その後
日系企業としてのシャープはシャープ・チバの廃業をもって消滅したが、千葉が開発したシャープ・ライフルの系譜は海外にて2017年現在も存続している。

### ノリンコニア
世界各国の著名銃器のデッドコピーを行う事で有名な中華人民共和国の中国北方工業公司（ノリンコ）は、ドイツにノリンコニアと称する現地法人を設立しており、シャープ・チバ廃業以前の2011年以降、モデルラインナップの一つにノリンコニア P1と呼ばれる空気銃が設定されている。
翌2012年、戦間期の1920年代に軍用空気銃を手掛けていた事で著名な英国のウェブリー・アンド・スコットにおいて、ウェブリー レブルなるマルチポンプ型空気銃が設定され、2016年まで販売されていた。ノリンコニア P1との関連は不明なものの、レブルも中国の工場で製造されたものとされており、その構造は事実上シャープ イノバそのものであった。ノリンコニア、ウェブリー共にシャープ・チバとの関連性は不明であり、調整式照門やエアピストンなど一部の部品にシャープのロゴが記入されている事から、ライセンス生産かコピー製造かが判然としない面もあるが、英国やイタリアでは両者ともイノバのデッドコピーと見なされているという。ただし、両者とも1980年代に欧州で高い評価を得ていたイノバの特性自体はある程度以上引き継いでおり、ポリマー製銃床や光ファイバー式金属照準器などの近代的な装備が施されたウェブリー レブルの市場での評価は、価格の安価さも相まって概ね良好なものであった。しかし、一部では中国製品の品質管理の限界から、日本製のイノバ程の精度は望めないとの評も存在している。

### セナパン・アンギン・シャープ
一方、インドネシアでは中国のノリンコとは別の経緯でシャープの空気銃が「復活」を遂げている。
シャープ・チバ廃業後、シャープ・ブランドの空気銃の製造ライセンスはインドネシア資本に売却されたと見られ、2015年以降東ジャワ州スラバヤでの現地生産という形でエースハンターやイノバなどに相当するモデルの製造が継続されている。インドネシアでは1979年にインドネシア人技師により創業されたキャノン・エア社が存在していたが、新たにインドネシア製品として登場したシャープ・ブランドの空気銃は、瞬く間にキャノン・エア社製とインドネシア国内での人気を二分するブランドに成長したという。
インドネシア語では、空気銃は英語でウインド・ライフルを意味するセナパン・アンギン（Senapan Angin）という名称が用いられており、インドネシアではシャープの空気銃はセナパン・アンギン・シャープの名称で知られている。インドネシア製のシャープ空気銃は、2017年現在日本国内への輸入は行われていないが、シャープ・タイガーなど旧シャープ時代のモデルネームの復活や、インドネシア人の好みに合わせたと見られるキッチュなカラーリングのモデルや、シャープ・チバ時代には実現しなかった様々な形態のピストルグリップ銃床の装備など、精力的な商品展開が行われている。
ただし、インドネシア製のシャープ空気銃は、中国のノリンコのように大規模な企業が一括して大量生産を行っているものではなく、1969年に千葉謙介が日米で特許を取得した無撃鉄・無振動引金機構の構造を下敷きに、数多くの中小企業の町工場や家内職人の手で様々な仕様のものが製作されている状況で、一般的には銃床がマホガニー製や樹脂製、銃身は黄銅や鋼鉄製で12条のライフリングを持ち、最大射程が110mにも及ぶ高威力を持つ他、顧客の注文に応じて様々な仕様のものを製作できるとされている。しかしその一方で、製造元によってはエアタンクなどの重要な部品が樹脂製であるなど、酷使時の耐久性に課題があるものも多いとされており、インドネシアのシャープユーザーは「6項目の弱点」を理解した上で運用やチューニングを行っているのが現状であるという。

## 評価
シャープが創業以来得意としていたマルチポンプ式単発空気銃は、銃本体に内蔵されたポンプレバーで複数回ポンピングを行う事で飛距離と威力が増していく構造で、規定回数（3回程度）のポンピングでは、口径5.5mmの場合で、概ね30mの有効射程と600フィート毎秒程度の銃口初速が期待できた。マルチポンプ式空気銃は、基本的に1回の発射でエアタンク内の全ての圧縮空気を使い切る構造であり、高威力と引き換えに発射の都度ポンピングを必要とする。
マルチポンプ式は、スプリング式のような発射時の振動がないため高精度で、ポンプ回数を選べるため、CO2ガス式のような寒冷時のガス圧低下が問題になることもない。
規定回数を大幅に超えるポンピングを行う事も可能であったが、相応の労力が要求され、銃本体やレバーに掛かる負担も大きくなるため、レバーの強化などのカスタマイズやポンピング方法の工夫などもみられるようになった。
しかし、精度、威力面でマルチポンプ式より優れ、ポンピングが不要で速射性にも優れるプリチャージ式の普及によって、マルチポンプ式の優位性は失われていった。
エースシリーズ及びイノバは、排気バルブをシアで直接押さえるという構造のため、ポンプ回数を増やすとトリガーが重くなるという特徴があるが、エースハンターの場合、エースターゲット用のマッチトリガーもしくはオプションとして設定されていたセットトリガーに換装することで解消できた。ただし、純粋にシアのかかりでトリガーの軽さを実現していたマッチトリガーへの換装は、メーカーは推奨していなかった。

## モデル一覧
下記は、原則として国内販売向けのもののみを列記した。

### 東京ライフル（1952-1960）
- シャープ タイガー（射撃競技銃、ダブル・セットトリガー仕様）
- シャープ チャンピオン（射撃競技銃、シングルトリガー仕様）
- シャープ デラックス（狩猟向け、4倍望遠照準器（英語版）標準装備）
- シャープ チャンピオン（射撃競技向け、サムホール銃床装備）
- シャープ ジュニア（若年層向け、ラインナップ中最軽量）
- シャープ ビクトリー（狩猟向けの普及品。創業当初からの主力商品）

### シャープ・ライフル（1960-2000）

#### 1960年-1975年
- シャープ パンターゲット（射撃競技向け、サイドレバー式）
- シャープ パンターゲット-3P（三姿勢（英語版）ライフル射撃競技銃）
- シャープ M700（望遠照準器付きにはデラックス、金属照準器仕様にはビクトリーの名称が与えられた。パンターゲット同様の無撃鉄機構を初採用）
- シャープ イーグル（射撃競技向け）
- シャープ U（三姿勢ライフル射撃競技銃。CO2ガス仕様）
- シャープ U-SL（CO2ガス仕様のハンドライフル）
- シャープ CO2-5（CO2ガス仕様の5連発ライフル）
- シャープ ミニU（CO2ガス式空気銃。ラインナップ中最も小型軽量）

#### 1975年頃
- シャープ パンターゲット-STD（射撃競技向け。併売されていた3Pとの区別の為、スタンダードの名が与えられている。M700のサイドレバー仕様という扱い）
- シャープ ビクトリー-1（M700ビクトリーの改名版）
- シャープ ビクトリー-D（M700デラックスの改名版）
- シャープ ミニUD（CO2ガス式空気銃。ミニUのモデルチェンジ版）
- シャープ U-FP（CO2ガス仕様のピストル。ハンドライフル版のU-SLも併売。）

#### 1980年頃
- シャープ UD-II（CO2ガス仕様。射撃競技向けがUD-IIターゲットの名称で併売された）
- シャープ イノバ（モデル名はM800。80年の登場当初は輸出専用品という位置付けだった）
- シャープ GR-75（CO2ガス仕様。5連発レピーター。短銃身仕様のGR-75カービンも併売）

その他のラインナップはビクトリー-Dの廃止を除き75年と同じ。

#### 1982年-2000年
- シャープ エースハンター（モデル名はM800。ビクトリーのモデルチェンジ版という扱い。）
- シャープ イノバ（銃床・先台（英語版）の形状を変更し国内販売開始）
- シャープ エースターゲット（モデル名はM800。パンターゲット-STD/3Pのモデルチェンジ版という扱い。）

CO2ガス式空気銃のラインナップは80年頃と変わらないが、GR-75が「製造休止」という扱いになりそのまま廃止された。

### シャープ・チバ（2001-2015）
- シャープ エースハンター（エースターゲットが廃止された代わりに、ポンプレバーをアンダーとサイドから選択可能となった。）
- シャープ スーパーエース（エースハンターにシングル・セットトリガー（ヘアトリガー）とクルミ製銃床を装備したもの。短銃身モデルも選択可能であった。）
- シャープ イノバ（軽量モデル。エースハンター同様にポンプレバーをアンダーとサイドから選択可能となった。）

## 競合メーカー等
- 豊和工業
  - 豊和M55G
- ミロク
- 太洋銃機 - 茨城県友部町に本拠を置き[56]、中折式単身散弾銃[57]や火縄銃のレプリカ[58]などを手掛けていたが、1970年代にはシャープ GR-75と競合する5連発式CO2ガス式空気銃、太洋銃機 グランドスラム[59]を販売していた。太洋銃機は自社のCO2ガス式空気銃の製造をミロクに委託していたとされている[60][注釈 6][61]。なおGR-75、グランドスラム、M55Gのいずれも管状弾倉を採用しており、今日のプリチャージ式連発空気銃において主流である回転式弾倉と比較してスペースの点では利があるものの、ペレットの先端形状によっては装弾不良を起こす可能性が高いとも評されていた[62]。